# Khatool Mohammadzai
Khatool Mohammadzai ( en pastún: خاتول محمدزی‎  ; Kabul, Afganistán, 1966) es una general de brigada afgana que sirvió en el Ejército Nacional Afgano. Entró en el ejército de la República Democrática de Afganistán en la década de 1980, cuando se convirtió en la primera mujer del país en recibir formación como paracaidista; desde entonces ha realizado más de 600 saltos en su carrera. Continuó sirviendo en el ejército afgano como instructora hasta que los talibanes tomaron el poder en 1996. Reincorporada al ejército creado tras la invasión estadounidense de Afganistán en 2001, se convirtió en la primera mujer de la historia afgana en alcanzar el rango de oficial general.

## Trayectoria profesional
Mohammadzai  se unió al ejército en 1983 después de graduarse de la escuela secundaria y se ofreció como voluntaria para ser paracaidista. Superado con éxito el extenuante entrenamiento, que incluía completar 150 kilómetros (93,2 mi) de marcha a través de las montañas en dos días, hizo su primer salto en 1984. Después de ganar sus alas, estudió en la facultad de derecho de la Universidad de Kabul y se graduó con una licenciatura, para poder ser oficial. Más tarde emprendería estudios avanzados en una academia militar en la Unión Soviética. Durante la guerra afgana-soviética, se le negaron puestos de combate, por lo que se desempeñó como instructora de paracaidistas entrenando soldados para funciones de paracaidista y comando.

Se casó en 1990 y tuvo un hijo antes de que su esposo, un compañero oficial del ejército, muriera en combate en 1991. Después del colapso del gobierno en 1992, sirvió bajo el gobierno de los muyahidines durante la guerra civil a principios de la década de 1990 y fue puesta a cargo del entrenamiento de mujeres para la rama de defensa aérea del ejército. Sin embargo, se le prohibió saltar en paracaídas y estaba sujeta a nuevas restricciones, como el requisito de usar una abaya en público. Después de que los talibanes tomaron el control del país en 1996, se vio obligada a dejar el ejército y, como viuda, fue recluida en un lugar cerrado. Sobrevivió con trabajos ocasionales como la costura y dirigió una escuela secreta para niñas. 

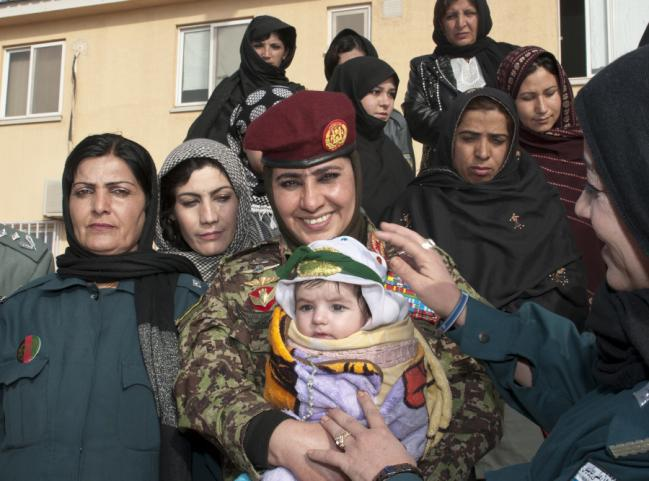
Brig. Gen. Khatool Mohammadzai Con agentes hembra de la Policía Nacional afgana

Tras la caída de los talibanes en 2001, se unió al ejército recién formado de Afganistán y fue ascendida al rango de general de brigada por el presidente Hamid Karzai. Al principio, Mohammadzai recuperó su forma física y reanudó los saltos en paracaídas. Se entrenó con paracaidistas estadounidenses y trabajó con oficiales de la OTAN para iniciar un nuevo programa de entrenamiento de paracaidistas para la ANA. En 2004, compitió contra 35 competidores masculinos de Afganistán y otros países en un concurso de paracaidismo y ganó. Además de servir como paracaidista, Mohammadzai fue nombrada subdirectora de asuntos de la mujer en el Ministerio de Defensa. Sin embargo, como resultado de lo que algunos observadores, como Amnistía Internacional, dicen que es una discriminación de género institucionalizada en el liderazgo de Afganistán, no se le ha permitido saltar desde 2006. Ha estado sirviendo en cambio en la sede del Ministerio de Defensa, comenzando en una posición que no corresponde a un oficial general. En 2012, había sido ascendida a directora de asuntos de la mujer en el Ejército Nacional y subdirectora de planificación y entrenamiento físico de una fuerza de preparación planificada para desastres, y era la mujer oficial de más alto rango en el ejército afgano.